# سیارک ۲۷۶۷
سیارک ۲۷۶۷ (به انگلیسی: 2767 Takenouchi، نامگذاری:1967UM) دو هزار و هفتصد و شصت و هفتمین سیارک کشف شده‌است که در ۳۰ اکتبر ۱۹۶۷ کشف شد.
قدر مطلق سیارک برابر ۱۱٫۶۰ است.